# Região Metropolitana do Médio Sertão
A Região Metropolitana do Médio Sertão  é uma região metropolitana brasileira localizada no estado de Alagoas.  É constituída pelos municípios de Santana do Ipanema, Dois Riachos, Olivença, Olho d'Água das Flores, Carneiros, Senador Rui Palmeira, Poço das Trincheiras, Maravilha e Ouro Branco.
Fica no coração da caatinga e avançando até o Rio São Francisco, é polarizada por Santana do Ipanema que, embora relativamente decadente, divide com Arapiraca, Palmeira dos Índios e, em menor medida, Delmiro Gouveia, o papel de centro urbano provedor de serviços para os municípios do Sertão alagoano.
No Médio Sertão a pecuária de corte e de leite e a agricultura familiar tradicional compõem o cenário das atividades econômicas principais. A produção de leite responde por 78% do valor da produção agropecuária regional

O IDEB reflete baixos índices de qualidade na educação básica em Santana do Ipanema, ficando atrás de municípios como Delmiro Gouveia e Pão de Açúcar. Fenômenos como o cangaço, coronelismo e pobreza afetaram diretamente a educação.